# Nitrure de titane
Pour les articles homonymes, voir Tin (homonymie).
Le nitrure de titane est un composé chimique de formule TiN. Il s'agit d'une céramique ultraréfractaire très dure et résistante à la corrosion. Il est couramment utilisé comme revêtement des alliages de titane et des composants en acier, en carbures et en aluminium afin d'en améliorer les propriétés des surfaces. Il est appliqué en couche mince, généralement de moins de 5 μm d'épaisseur, par exemple en bijouterie en raison de sa couleur dorée, sur les céramiques hautes performances pour en protéger et durcir les surfaces tranchantes ou soumises à des frottements en raison de ses propriétés mécaniques, ou encore sur les instruments médicaux tels que les lames de bistouri et les lames de scies à os orthopédiques en raison de sa biocompatibilité. Il peut également être utilisé comme couche conductrice et barrière de diffusion en microélectronique, comme électrode dans les applications bioélectroniques, et plus généralement comme revêtement de surface sur les implants médicaux.

## Propriétés

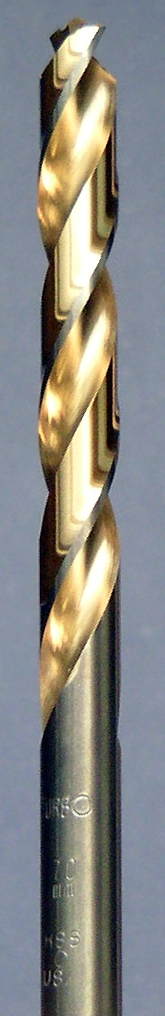
Revêtement d'un foret HSS en TiN.

### Propriétés physiques
Le nitrure de titane présente une dureté Vickers de 2 500 environ, un module de Young de 251 GPa, un coefficient de dilatation thermique de 9,35×10−6 K−1 et une température de transition supraconductrice de 5,6 K,. Il a également une conductivité thermique de 29,1 W·m−1·K−1, une constante de Hall de 0,67, une susceptibilité magnétique de + 0,8 et une résistivité de 20 µΩ·cm.
Dans une atmosphère normale, le nitrure de titane s'oxyde à 800 °C. Les tests en laboratoire montrent qu'il est chimiquement stable à 20 °C mais qu'il peut être progressivement attaqué par des solutions d'acide concentrées à température croissante. Le coefficient de frottement sans lubrifiant entre deux surfaces de nitrure de titane varie de 0,4 à 0,9 selon la nature et la finition de ces surfaces.
Le nitrure de titane présente une structure cristalline semblable à celle du chlorure de sodium, dans laquelle les atomes de titane forment un réseau cubique à faces centrées, les atomes d'azote occupant les sites interstitiels octaédriques de la structure. La stœchiométrie du matériau est voisine de 1:1, mais les substances TiNx avec x compris entre 0,6 et 1,2 sont thermodynamiquement stables.
À l'opposé de solides non métalliques comme le diamant, le carbure de bore B4C ou le carbure de silicium SiC, le nitrure de titane présente un comportement métallique. Il est par exemple conducteur de l'électricité. Le coefficient thermique de résistance électrique est positif et son comportement magnétique se signale par un faible paramagnétisme thermodépendant.
Un monocristal de nitrure de titane devient supraconducteur en dessous d'une température critique de 6,0 K. La supraconductivité des couches minces de nitrure de titane a été étudiée en détail et a montré que les propriétés supraconductrices de ce matériau varient sensiblement en fonction de la préparation des échantillons. Une couche mince de nitrure de titane refroidie près du zéro absolu a permis d'observer l'un des premiers supra-isolants, dont la résistance électrique a brutalement été multipliée par 100 000 par rapport au matériau à température plus élevée.
Le point de fusion du nitrure de titane est de l'ordre de 2 930 °C et le liquide se décompose par chauffage avant d'atteindre son point d'ébullition. Le solide présente de bonnes caractéristiques tribologiques et s'avère donc intéressant pour les systèmes requérant une bonne résistance à l'usure. L’affinité pour les autres substances est très faible. Le nitrure de titane a un important pouvoir réfléchissant au rayonnement infrarouge, et son spectre par réflexion est identique à celui de l’or.
Par dopage avec du silicium amorphe, les propriétés mécaniques du nitrure de titane changent radicalement : il devient cassant et plus dur.
Les propriétés physiques remarquables de ce matériau sont contrebalancées par sa fragilité, qui conduisent à l'employer principalement comme film de revêtement.

### Propriétés chimiques
Le nitrure de titane est pratiquement inerte chimiquement à température ambiante. Il ne présente les premiers signes d'attaque qu'à des températures supérieures à 600 °C dans l'air, et ne s'oxyde vraiment que dans une atmosphère saturée en oxygène O2 ou en dioxyde de carbone CO2 à plus de 1 200 °C. Dans un bain d'hydroxyde de sodium NaOH chauffé, il se dissocie avec émission d'ammoniac NH3. Il résiste à froid à l'acide chlorhydrique HCl, à l'acide sulfurique H2SO4, à l'acide nitrique HNO3 et à l'acide fluorhydrique HF ainsi qu'à l'hydroxyde de sodium, et même à la vapeur d'eau H2O chauffée à 100 °C, mais est attaqué par ces acides concentrés à chaud. Il reste stable en présence de métaux réactifs fondus.

## Production
Le nitrure de titane est généralement produit sous forme de films d'épaisseur micrométrique, plus rarement sous forme de céramique ou de poudre. On peut le fabriquer à partir des deux éléments à des températures supérieures à 1 200 °C, en veillant à évacuer l'oxygène de l'air et l’hydrogène, contrainte préjudiciable à une exploitation industrielle. Ce procédé de nitruration directe du titane est représenté par l'équation suivante :
2 Ti + N2 ⟶ 2 TiN.
L'autre façon de produire du nitrure de titane est l’ammonolyse en phase gazeuse, à des températures supérieures à 900 °C. Ce procédé réduit l'état d'oxydation du titane présent dans le tétrachlorure de titane TiCl4 de +4 à +3, ce qui permet de le lier en nitrure de titane ; l'électron est cédé par l'azote de l'ammoniac NH3. Comme dans le cas de la nitruration directe du titane, il faut là encore éliminer l'oxygène et l’hydrogène du milieu réactionnel. L’ammonolyse en phase gazeuse peut être résumée par l'équation suivante :
4 TiCl4 + 6 NH3 ⟶ 4 TiN + 16 HCl + N2 + H2.
Un excès d'ammoniac produit du chlorure d'ammonium NH4Cl.

### Formation de couches minces

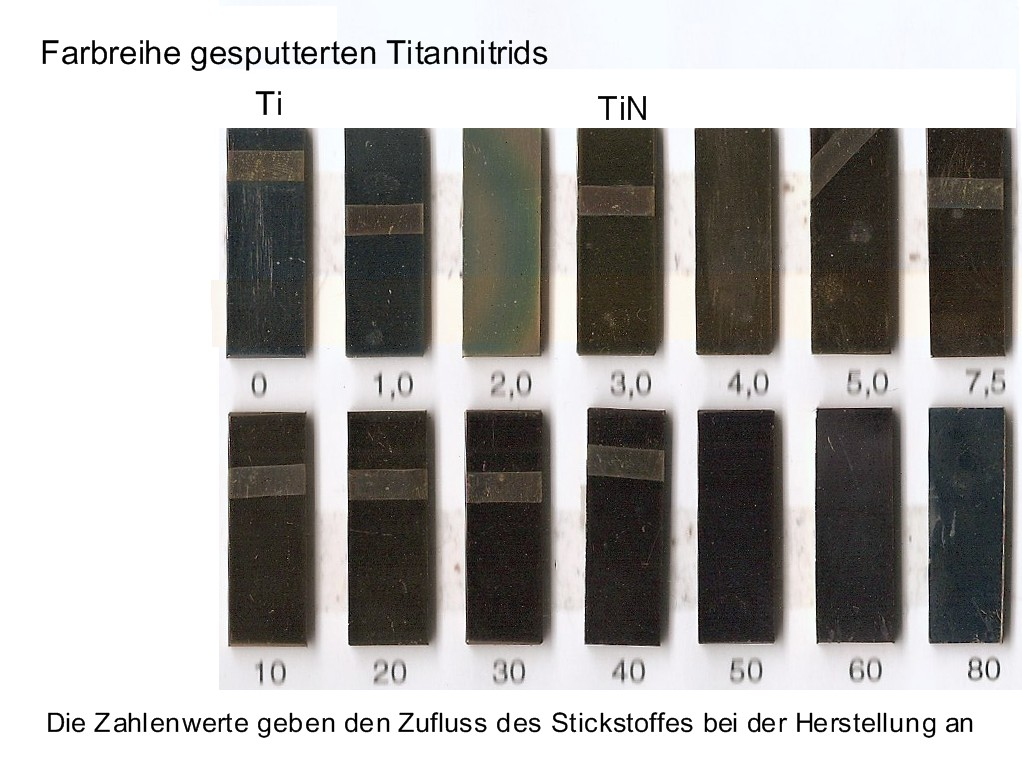
Films de nitrure de titane de concentration en azote croissante de gauche à droite.

La nitruration directe du titane peut être menée à bien dans un bain (sel fondu) d’acide cyanhydrique (cyanure de potassium KCN / carbonate de potassium K2CO3). Les procédés courants sont ici la cémentation de surface dans un bain de cyanure (procédé TIDURAN), la nitruration à haute pression (procédé TIDUNIT) et la nitruration par plasma dans une atmosphère d’hydrogène et d’azote. Le film de nitrure comporte ordinairement une couche de liaison de 10 μm d’épaisseur et une couche de diffusion de 50  à   200 μm d’épaisseur. Par nitruration au plasma, il est possible d'obtenir un film sans couche de liaison.
La synthèse de couches minces de nitrure de titane à partir de tétrachlorure de titane TiCl4 et d’azote N2 dans un plasma d’hydrogène est résumée par l'équation chimique suivante :
2 TiCl4 + 4 H2 + N2 ⟶ 2 TiN + 8 HCl.
Des couches minces de nitrure de titane, qui présentent des propriétés semiconductrices sur le dioxyde de silicium SiO2, peuvent être formées par dépôt chimique en phase vapeur (CVD) de tétrakis(diméthylamino)titane (TDMAT), de formule Ti[N(CH3)2]4.
Il est possible de revêtir les métaux et certains polymères de couches minces de nitrure de titane principalement par dépôt physique en phase vapeur (PVD), par exemple par pulvérisation cathodique. Il s'agit dans ce dernier cas de bombarder une cathode en titane par des ions de gaz noble (argon), ce qui a pour effet de fixer l'atome de titane et l'azote vaporisés sur le substrat. La concentration d’azote dans l’atmosphère détermine sa concentration finale dans le film déposé. Il est possible d'obtenir du titane pur, du Ti2N et du TiN selon la teneur en azote choisie. Les propriétés physiques du matériau obtenu dépendent également de leur stœchiométrie : la couleur tire davantage vers le brun et le bronze tandis que la dureté est moitié moindre pour les formulations super-stœchiométriques.
Le dépôt physique en phase vapeur est la technique privilégiée avec les pièces en acier traité car la température de la réaction peut être inférieure à la température de revenu de l'acier. Il peut être utilisé également sur divers matériaux ayant un point de fusion plus élevé, comme l'acier inoxydable, le titane et les alliages de titane. Son module de Young élevé — des valeurs comprises entre 450  et   590 GPa ont été rapportées dans la littérature — signifie que les couches épaisses tendent à s'écailler, ce qui les rend moins durables que les couches minces.

### Production de nitrure de titane massif
L'obtention de céramiques en nitrure de titane massif est plus difficile, car la covalence élevée du nitrure de titane pur se traduit par une frittabilité réduite. C'est pourquoi il est nécessaire de concentrer le nitrure de titane, de recourir à des poudres réactives et d’appliquer une pression extérieure importante pour mener à bien le formage. Faute d'une pression ambiante suffisante, les céramiques obtenues n'auront pas la densité théorique, entre autres défauts. Il existe pourtant un procédé, consistant à employer une poudre extrêmement fine (dite nanopoudre), qui permet d'éviter le recours aux hautes pressions.

## Utilisations

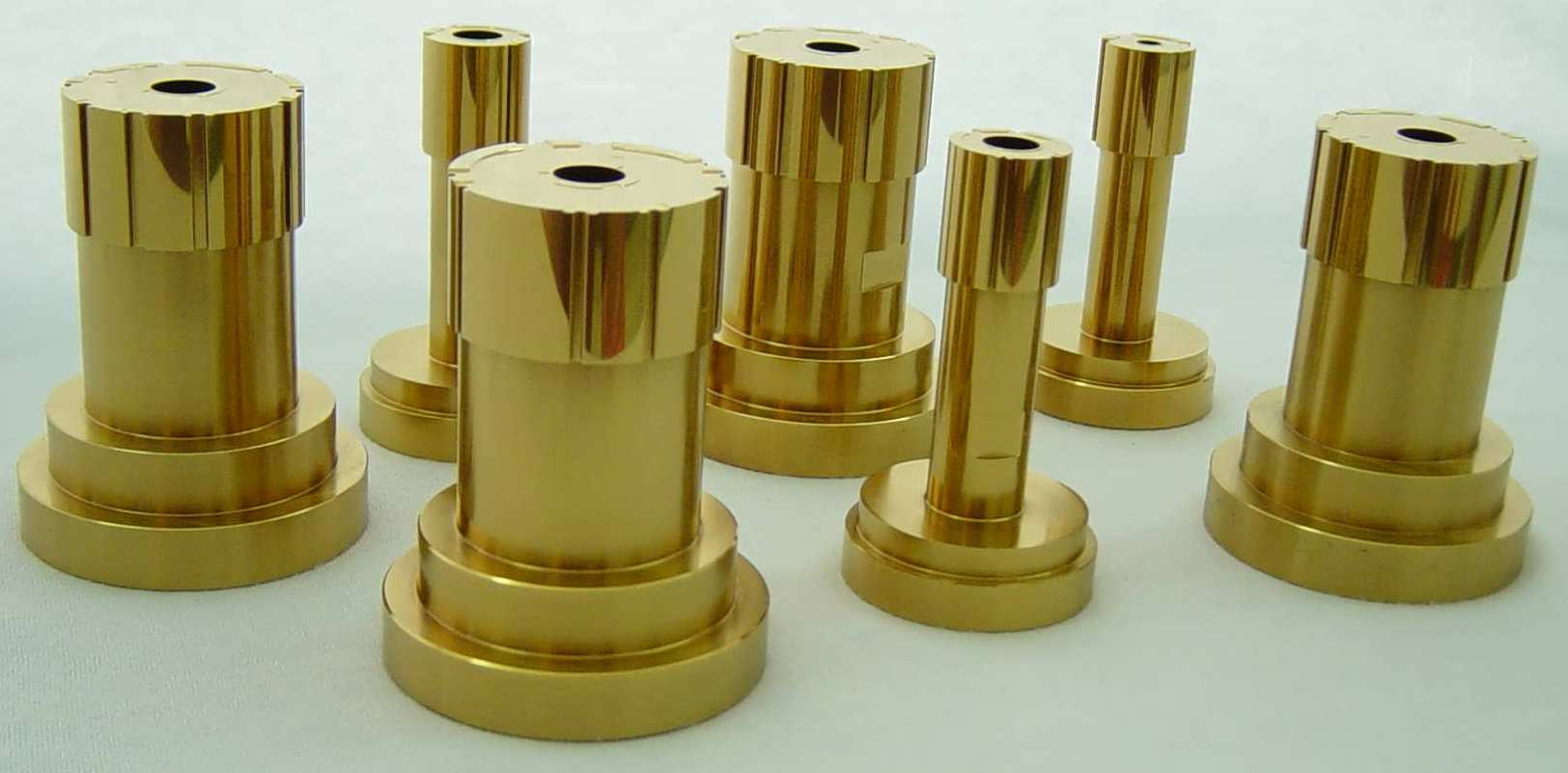
Poinçons revêtus de nitrure de titane.

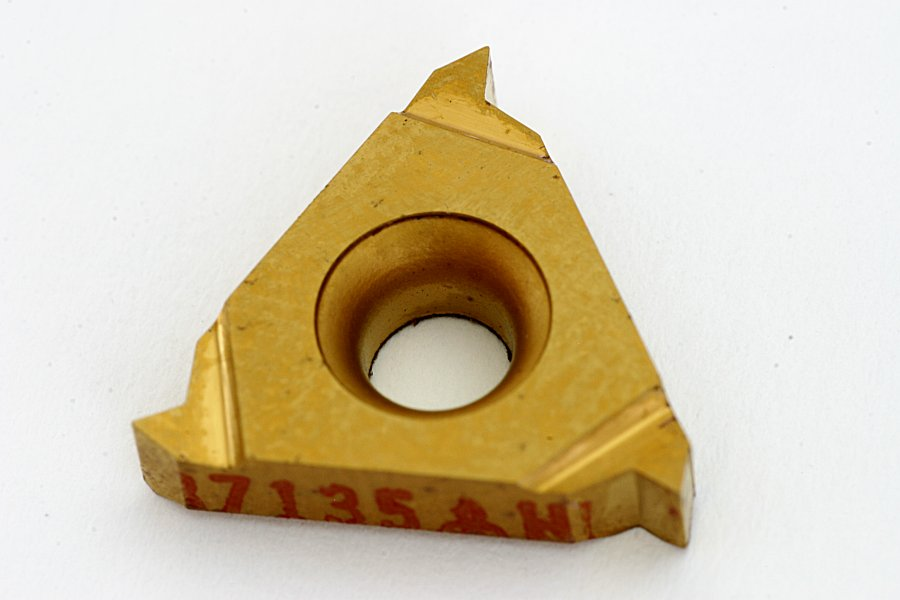
Plaquette d'outil à fileter revêtu d'un film de nitrure de titane.

On utilise des revêtements en nitrure de titane afin de limiter l'usure des arêtes et la corrosion des surfaces sur les outils de coupe tels que forets, poinçons et fraiseuses, notamment sur les pièces en acier rapide ou dans les armes à feu, dont la durée de vie peut être multipliée par trois, voire davantage. Ces revêtements dorés sont très fins et excèdent rarement 4 μm d'épaisseur, des couches plus épaisses ayant tendance à se craqueler. Le métal enrobé doit être suffisamment dur, c'est-à-dire présenter une résistance en compression élevée afin qu'un poinçonnement ne perce le revêtement.
Le nitrure de titane est à la fois biocompatible et biostable, de sorte qu'il est utilisé sur des instruments chirurgicaux ainsi que sur des prothèses, notamment les implants de la hanche ou comme électrodes de stimulateurs cardiaques. Plus généralement, il est employé dans les électrodes d'applications bioélectroniques comme des implants intelligents ou des biocapteurs in vivo devant résister à la forte corrosion induite par les fluides corporels. Des électrodes en nitrure de titane ont déjà été utilisées pour des prothèses visuelles (en) ainsi que pour des systèmes microélectromécaniques biomédicaux (Bio-MEMS (en)).
En raison de sa non-toxicité et de sa couleur dorée, le nitrure de titane est souvent utilisé pour recouvrir des objets de la vie courante en contact étroit avec l'organisme ou les aliments, comme des bijoux de fantaisie, des montures de lunettes, des montres, des bracelets, des ustensiles de cuisine, voire des garnitures automobiles, à des fins décoratives. Il est également utilisé comme couche superficielle, généralement sur des surfaces plaquées avec du nickel ou du chrome, sur des fixations de plomberie ou des accessoires de portes.
Bien que moins visibles dans cet usage, les couches minces de nitrure de titane sont également utilisées en microélectronique, où elles servent de connexions conductrices entre les couches actives et les contacts métalliques tout en jouant le rôle de barrière de diffusion entre le métal et le silicium. Dans ce contexte, le nitrure de titane est classé comme « métal barrière » bien qu'il s'agisse clairement d'une céramique du point de vue chimique et du comportement mécanique. La conception récente de puces en technologie 45 nm et en deçà utilise également du nitrure de titane comme « métal » pour améliorer les performances des transistors. En combinaison avec des diélectriques high κ comme HfSiO, qui ont une permittivité supérieure à celle du dioxyde de silicium SiO2 standard, la longueur de la grille peut être réduite avec une faible fuite, un courant de commande plus élevé et une tension de seuil identique ou supérieure.
Le nitrure de titane fait également l'objet d'utilisations plus spécifiques. Par exemple, des couches minces de nitrure de titane sont étudiées comme revêtement d'alliages de zirconium pour combustibles nucléaires tolérants aux accidents,. La dureté, la résistance à l'usure et le pouvoir dissipatif élevés du nitrure de titane en font un matériau de choix pour la fabrication des paliers dans les machines de précision et les rotors. Ses propriétés anti-adhérentes permettent son utilisation comme revêtement de protection à haute température. Son faible coefficient de frottement est mis à profit dans son utilisation comme revêtement d'essieu dans les amortisseurs ainsi qu'en hydraulique industrielle. Sa très grande stabilité aux températures élevées permet le frittage en métallurgie des poudres. Il peut être employé comme additif afin d'accroître la conductivité électrique de céramiques dans les machines.

## Consignes de sécurité
Le nitrure de titane ne présente presque aucun danger, puisqu'il est ininflammable, inerte et de surcroît biocompatible. Les directives de l'Union Européenne ne le considèrent pas comme dangereux et n'imposent donc pas de signalétique le concernant. Il est considéré comme non-polluant dans l'eau. Les poussières de nitrure de titane sont (comme pour les autres métaux) dangereuses pour la santé. Le seuil de tolérance d'après l’OSHA est de 15 mg m−3.